# Cecilia Metella Celere
Cecilia Metella Celere (in latino Caecilia Metella Celer; attorno al 72 a.C.) è stata una nobildonna romana, figlia di Quinto Cecilio Metello Celere e della celebre Clodia, vissuta nel I secolo a.C..
Nel 53 a.C. Metella venne data in sposa a Publio Cornelio Lentulo Spintere, un politico conservatore, alleato alla famiglia dei Cecili Metelli. Come la madre, Metella non si accontentò di una semplice vita matrimoniale, ma poco dopo l'avvenimento iniziò una relazione con Publio Cornelio Dolabella, un uomo appartenente alla fazione politica opposta del marito. Spintere la ripudiò nel 45 a.C., con grande scandalo. Cicerone discute con molta durezza l'argomento nelle proprie lettere, poiché a quei tempi sua figlia Tullia era la moglie di Dolabella.
Metella tornò dalla sua famiglia in uno stato di disgrazia, nonostante fosse ancora giovane. I suoi cugini non esitarono ad usarla per cospirazioni politiche, poiché spinsero Metella a sedurre molti degli amici intimi di Giulio Cesare, in modo che il nome della famiglia venisse riabilitato dopo le sconfitte degli Ottimati nelle battaglie di Farsalo e Munda. Altri amori di Metella furono il poeta Ticida, che scrisse di Metella chiamandola Perilla, e Esopo, un ricco cavaliere, che supportò i Cecili Metelli per qualche anno. La sua data di morte è sconosciuta.